# Горини, Джино
Джино Горини (итал. Gino Gorini, полное имя Луиджино, итал. Luigino; 22 июня 1914, Венеция — 27 января 1989, Венеция) — итальянский пианист и композитор.
Учился в Венецианской консерватории у Джино Тальяпьетры (фортепиано) и Мецио Агостини (композиция), брал также уроки композиции у Джан Франческо Малипьеро и фортепиано у Владимира Горовица. В 1938 году выиграл Международный конкурс пианистов в Вене.
Как исполнитель специализировался, в первую очередь, на итальянской музыке первой половине XX века, включая Ферруччо Бузони, Альфредо Казеллу и Отторино Респиги; среди других важных для Горини композиторов — Ференц Лист, Сергей Рахманинов, Пауль Хиндемит, Джордж Гершвин (с начала 1930-х Горини широко исполнял в Италии «Рапсодию в стиле блюз»). Записал фортепианный концерт до мажор Муцио Клементи (1964) и альбом фортепианной музыки своего учителя Малипьеро (1968). Также много концертировал в дуэте с пианистом Серджио Лоренци, записал вместе с ним произведения для двух фортепиано Иоганнеса Брамса, Антонина Дворжака, Клода Дебюсси, Бузони, Игоря Стравинского, Дмитрия Шостаковича. Исполнял произведения Малипьеро (в кадре) в биографическом фильме о нём «Азоланские поэмы».
Среди композиций Горини — симфония (1936), флейтовый (1935), скрипичный (1943) и фортепианный (1948), концерт для альта и фортепиано с оркестром (1974), струнный квартет (1937), фортепианный квинтет (1948), сонаты для фортепиано (1936), виолончели и фортепиано (1939), скрипки соло (1982), другая камерная музыка, среди которой выделяются павана для скрипки и фортепиано (1946), Пять этюдов для двух фортепиано, струнных и ударных (1959), Ричеркар и токката для фортепиано (1961), Horrida tempestas для баритона и флейты (1963, на текст 13-го эпода Горация). Написал также музыку для кинофильмов «Удача» (итал. La buona fortuna; 1945, режиссёр Фернандо Черкио) и «Тени над Гранд-каналом» (1951). Горини принадлежит фортепианная транскрипция оперы Скотта Джоплина «Тримониша» (1979).
В 1939—1979 гг. профессор Венецианской консерватории; среди его учеников Пьетро Де Мария.